# بيت لدان (بني مطر)

تعديل مصدري - تعديل

بيت لدان هي إحدى قرى عزلة شهاب الأعلى بمديرية بني مطر التابعة لمحافظة صنعاء، بلغ تعداد سكانها 519 نسمة حسب تعداد اليمن لعام 2004.